# Hastrungsfeld
Hastrungsfeld ist ein Ortsteil der thüringischen Gemeinde Hörselberg-Hainich im Wartburgkreis.

## Geografie
Der Ort Hastrungsfeld befindet sich am Nordosthang der Hörselberge und zählt zum Nessetal. Die höchste Erhebung ist die Alte Wacht an der Hauptzufahrt zum Großen Hörselberg. Zwischen Hastrungsfeld und dem Ortsteil Burla verläuft seit 2010 die
Bundesautobahn 4.

## Geschichte
Der Ort Hastrungsfeld wurde 1143 erstmals als Hastrofeld erwähnt. Die Deutung des Ortsnamens soll eine Eigentümlichkeit des Geländes kennzeichnen – der Name Hastrungsfeld beschreibt ein Gefilde, wo (auffällig viele) Hainbuchen wachsen.
Der Ort ist mit einer Gründungssage bekannt geworden. Die englische Königin Reinschwig habe im Traum eine Botschaft erhalten, ihr verstorbener Mann würde im Höllenpfuhl am Großen Hörselberg schmachten. Daraufhin begab sie sich auf die Suche nach diesem Ort und begründete den Ort Hastrungsfeld mit dem Bau einer Kirche, die rasch zu einem Kloster erweitert wurde. Tatsächlich kann die Hastrungsfelder Kirche auf ein hohes Alter verweisen und ist im Kern ein romanisches Bauwerk. Es wird jedoch auf Grund fehlender schriftlicher Überlieferungen angezweifelt, das im Ort eine frühe Klosteranlage bestand, die später in das Eisenacher Nikolaikloster inkorporiert wurde.
Aus unbekannten Gründen befand sich Hastrungsfeld im Jahr 1321 im Besitz der Grafen von Orlamünde und wurde an die Herren von Wangenheim verkauft, wodurch der Ort in der Folge zu deren Wangenheimschen Gericht zählte. Die dem thüringischen Landadel zugerechneten Wangenheimer erhielten ihren Besitz durch Lehensverträge bestätigt, für das Jahr 1421 kann eine entsprechende Urkunde mit Nennung des Ortes Hastrungsfeld belegt werden. Im Nessetal kam es in dieser Zeit zu einer Veränderung in den Besitzverhältnissen zu Gunsten der Herren von Herda, die auch als Burgherren der Brandenburg bei Lauchröden bekannt sind. Mit Wenigenlupnitz und Ettenhausen wird Hastrungsfeld zum dritten Ort, in dem sie durch Pfandbesitz in Erscheinung traten.
Am 1. Januar 1957 wurde Hastrungsfeld mit dem Nachbarort Burla zur Gemeinde Hastrungsfeld-Burla zusammengeschlossen. 1996 folgte die Eingemeindung in die Gemeinde Hörselberg, mit welcher der Ort 2007 in der Gemeinde Hörselberg-Hainich aufging.

## Wirtschaft, Infrastruktur und Verkehr
Hastrungsfeld ist ein landwirtschaftlich geprägter Ort, man setzt auf sanften Tourismus. Zum Ort
gehört das Frau-Holle-Haus, von dort führt der Hauptweg auf das Gipfelplateau des Großen Hörselberges mit dem Hörselberghaus.
Der nächstgelegene Autobahnanschluss befindet sich etwa zwei Kilometer entfernt bei Sättelstädt. Anschluss an den Eisenbahnverkehr besteht am Haltepunkt Sättelstädt der Thüringer Bahn.

## Persönlichkeiten
- Julius August Lencer (1833–1903), Komponist, Lehrer und Botaniker (Pomologe)